# HMS Middleton (L74)
«Міддлтон» (L74) (англ. HMS Middleton (L74) — військовий корабель, ескортний міноносець типу «Хант» «II» підтипу Королівського військово-морського флоту Великої Британії за часів Другої світової війни.
«Міддлтон» закладений 10 квітня 1940 року на верфі компанії John I. Thornycroft & Company, у Саутгемптоні. 12 травня 1941 року спущений на воду, а 10 січня 1943 року увійшов до складу Королівських ВМС Великої Британії.
Ескортний міноносець брав активну участь у бойових діях на морі в Другій світовій війні; змагався у водах Північної Атлантики, на Середземному морі, супроводжував мальтійські та арктичні конвої. За проявлену мужність та стійкість у боях нагороджений шістьма бойовими відзнаками.

## Історія
10 квітня 1942 року «Міддлтон» увійшов до ескорту конвою PQ 14, який очолювали лінкори «Кінг Джордж V» та «Герцог Йоркський» і зворотного конвою QP 10.
29 квітня «Міддлтон» діяв у супроводі конвою PQ 15, що йшов до Росії під командуванням адмірала Д.Тові.
У травні 1942 року «Міддлтон» входив до сил ескорту великого конвою PQ 16, який супроводжував 35 транспортних суден (21 американське, 4 радянські, 8 британських, 1 голландське та одне під панамським прапором) до Мурманська від берегів Ісландії зі стратегічними вантажами і військовою технікою з США, Канади і Великої Британії. Його супроводжували 17 ескортних кораблів союзників, до острова Ведмежий конвой прикривала ескадра з 4 крейсерів і 3 есмінців.
Попри атакам німецького підводного човна U-703, повітряним нападам бомбардувальників He 111 та Ju 88 бомбардувальних ескадр I./KG 26 і KG 30 конвой, втратив сім суден і ще одне повернуло назад на початку походу, дістався свого місця призначення.
5 червня 1942 року ескортний міноносець «Мідлтон» включили до складу сил конвою, що планувалося провести на острів Мальту. 11 червня 1942 бойовий ескорт З'єднання «W» у складі лінійного корабля HMS «Малайя», крейсерів «Карібдіс», «Кеніа» і «Ліверпуль», есмінців та інших бойових кораблів, супроводжувало авіаносці «Ігл» й «Аргус» в операції «Гарпун» — спробі британців провести на обложену Мальту конвой з 6 транспортних суден.
Операція проводилася у надзвичайно складних умовах при активній протидії з боку італійсько-німецьких ВПС. Під час боїв британський конвой зазнав колосальних втрат.
1 липня ескортний міноносець «Мідлтон» разом з іншими англійськими та американськими кораблями вийшов на ескортування важких крейсерів «Норфолк», «Лондон», «Вічита» та «Тускалуза», що висувалися на прикриття арктичного конвою PQ 17 у ролі далекого крейсерського ескорту.
У середині вересня «Міддлтон» включений до складу сил ескорту для супроводу арктичного конвою PQ 18, що доставляв за програмами ленд-лізу озброєння, військову техніку і важливі матеріали та майно до Радянського Союзу, та зворотного QP 14.